# Carlos Matias
Carlos Manuel Godinho Matias (Entroncamento, 6 de setembro de 1951) é um engenheiro, tendo sido deputado do Bloco de Esquerda.

## Biografia
Carlos Matias envolveu-se desde cedo na atividade política, durante os tempos de estudante no Liceu Nacional Sá da Bandeira, onde teve o primeiro contacto com o movimento de resistência antifascista. Mais tarde, adere a movimentos culturais e políticos de resistência ao Estado Novo.
Após o 25 de Abril de 1974, foi eleito para a Assembleia do Movimento das Forças Armadas- MFA, onde participou em 1974 e 1975.
Foi fundador e dirigente da UDP, partido que constitui uma das correntes fundadoras do Bloco de Esquerda.
Foi diretor de uma escola secundária e dirigente do Sindicato dos Professores da Grande Lisboa (SPGL).
Foi deputado municipal desde 2005 e em 2009 foi eleito vereador pelo Entroncamento.
Foi membro da Mesa Nacional do Bloco de Esquerda
Em 2015, foi eleito deputado pelo Distrito de Santarém.
É coordenador do grupo de trabalho da Comissão de Agricultura e Mar, na Assembleia da República.
Saiu do BE em 2025, em rutura com a liderança de Mariana Mortágua.